# 香住沖海戦
香住沖海戦（かすみおきかいせん）は、太平洋戦争末期の1945年（昭和20年）8月14日に発生した海戦。大日本帝国海軍の「第四十七号海防艦」と「第十三号海防艦」の二隻がアメリカ海軍の潜水艦「トースク」と交戦し、二隻とも撃沈された。「第十三号海防艦」は大日本帝国海軍にとって「最後の戦没艦」とされる。

## 経過

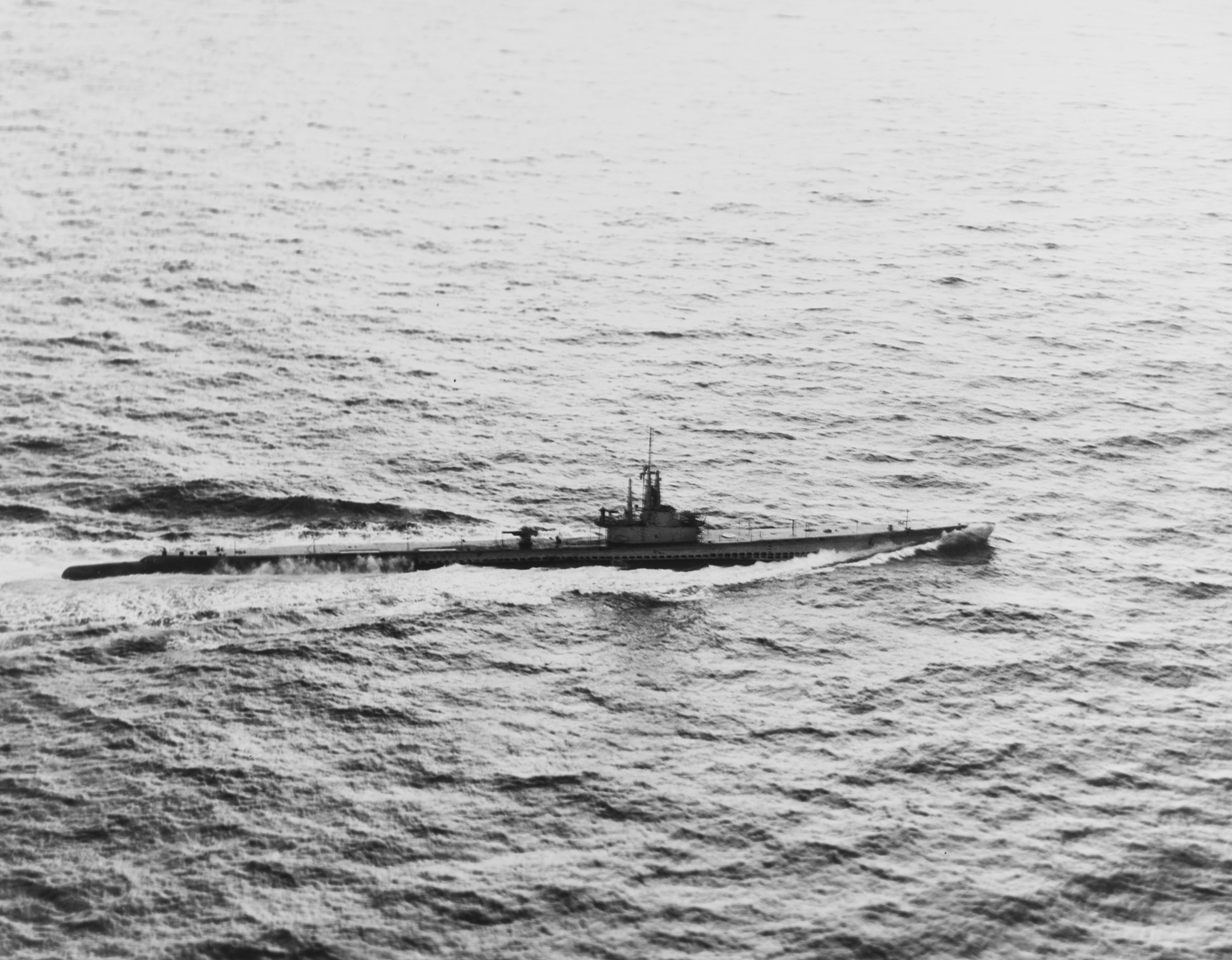
潜水艦トースク(1945年)

「第四十七号海防艦」と「第十三号海防艦」の2隻（いずれも丙型海防艦）は、朝鮮半島の元山で編成されていた船団を護衛する任務を与えられ、香住町（現・香美町）沖合の日本海が合流点とされた。
1945年8月14日朝、日本海で哨戒を行っていた米軍潜水艦「トースク」が、輸送船を護衛しながら合流点に向かう「第四十七号海防艦」を探知・追尾し、香住港付近において魚雷でこれらを攻撃した。輸送船は後部甲板の砲を発射しながらこれを辛くも逃れることができたが、爆雷を投下して反撃していた「第四十七号海防艦」は撃沈された。
「トースク」は遅れて到着した「第十三号海防艦」に向けても雷撃を行い、「第十三号海防艦」は機銃などで応戦しつつ2発を躱したもの、「トースク」が再度発射した3発目の音響魚雷Mk27が艦尾に命中した。
「第十三号海防艦」の戦闘の様子は沿岸の住民らにも目撃され、海軍の要請を受けた地元の漁師らが漁船を出して355人の両艦乗組員を救助したが、総勢411人のうち56人が戦死した。
同日、ポツダム宣言の受諾がなされて日本は降伏し、「第十三号海防艦」は旧日本海軍の「最後の戦没艦」となった。

## 後の出来事
「第十三号海防艦」の軍艦旗は乗組員が沈没直前の艦首から回収しており、2016年8月24日元乗組員で最後の存命人物となった男性から靖国神社に奉納され、遊就館に収められた。また、この男性は、2019年10月30日に「トースク」を保存するボルチモア海事博物館の館長に対して日米友好を祈念したメッセージを送っている。